# Ligue Nord-Ouest de traînières
La Ligue Nord-ouest de trainières ou Ligue Galicienne de trainières est une compétition d'aviron de banc fixe qui se dispute depuis 2006 dans les provinces de Pontevedra et de La Corogne, en Galice et dans les Asturies. Cette compétition est composée d'une série de « drapeaux » ou régates dans différentes localités tout au long de la saison estivale.

## Clubs de la Ligue Nord-Ouest de trainières (2007)
- Galice
  - Sociedad Deportiva Samertolameu de Meira, Moaña (Pontevedra)
  - Société sportive Tirán, Moaña (Pontevedra)
  - Club de Remo Cesantes, Redondela (Pontevedra)
  - Club de Remo Chapela, Redondela, (Pontevedra)
  - Real Club Naútico de Vigo (Vigo)
  - Club de Remo Coruxo (Vigo)
  - Amegrove Club de Remo, El Grove (Pontevedra)
  - Club de Remo Puebla, Puebla del Caramiñal, (La Coruña)
  - Club de Regatas Perillo, Perillo (La Coruña)
  - Asociación Deportiva Esteirana, Esteiro (La Coruña)
  - Club de Remo A Cabana, A Cabana, Ferrol (La Coruña)
  - Club de Remo Ares, Ares (La Coruña)
  - Sociedad Deportiva As Xubias, As Xubias (La Coruña)
- Principauté des Asturies
  - Club de Mar de Castropol, Castropol

## Clubs de la Ligue Nord-Ouest de trainières (2009)
- C.R. Cabo de Cruz, Boiro (La Corogne)
- R.C. Náutico de Vigo, Vigo (Pontevedra)
- C.R. Chapela, Redondela, (Pontevedra)
- C.R. Mecos, El Grove (Pontevedra)
- Club de Regatas Perillo, Perillo, (La Corogne)
- Amegrove C.R., El Grove (Pontevedra)
- C.R. Vilaxoán, Villajuan de Arosa (Pontevedra)
- C.R. Ares, Ares (La Corogne)
- C.R. A Cabana, A Cabana, Ferrol, Ferrol, (La Corogne)
- C.R. Puebla, Puebla del Caramiñal, (La Corogne)
- Asociación Deportiva Esteirana, Esteiro, (La Corogne)
- C.R. Vila de Cangas, Cangas do Morrazo (Pontevedra)
- C.R. Coruxo, Vigo (Pontevedra)
- C.R. Rianxo, Rianxo (Pontevedra)

## Palmarès
| Saison | Champion             | Localité | Province   |
| ------ | -------------------- | -------- | ---------- |
| 2006   | S.D. Samertolameu    | Moaña    | Pontevedra |
| 2007   | S.D. Tirán           | Moaña    | Pontevedra |
| 2008   | R.C. Náutico de Vigo | Vigo     | Pontevedra |
| 2009   | C.R. Cabo de Cruz    | Boiro    | La Corogne |
| 2010   | ?                    | ?        | ?          |

### Sources
- (es) Cet article est partiellement ou en totalité issu de l’article de Wikipédia en espagnol intitulé « Liga Noroeste de Traineras » (voir la liste des auteurs).